# 上原大史
上原大史（ Daishi Wehara   ）是一位日本音樂家、歌手、創作歌手、作詞家、作曲家和編曲家。
自2019年起，以搖滾樂團WANDS第三代主唱的身分活動。而在此之前，曾積極從事多種形式的音樂活動，其中包含以灰原大介名義為其他藝人提供詞曲以及和聲。

## 簡歷
從12歲起開始彈吉他以及作詞、作曲，在初中時進一步學會使用MTR和音序器創作音樂。之後以歌手身分正式進行音樂活動的同時，也以詞曲創作者身分拓展活動領域。
2018年-10月12日參加於平安神宮舉行的「繪歌舞競演/藝術精選 琳派ROCK Part3 （日語：絵と歌とダンスの競演・アートピック 琳派ROCK Part3）」現場演出。
2018年-歌聲與表演受到WANDS的製作人長戸大幸青睞，引薦給柴崎浩。
2019年-正式被拔擢為WANDS第5期的主唱。
同年11月17日在大阪DOJIMA RIVER FORUM(日語：堂島リバーフォーラム）舉行的免費入場活動「DFT presents 音都 ONTO vol.6」進行WANDS第5期首次公開演唱。
2020年-1月29日以單曲<艷紅唇彩（日語：真っ赤なLip）>CD出道。
2021年-8月25日公布感染2019冠狀病毒病。因此，取消了原訂27日參加的「Animelo Summer Live 2020-2021-COLORS-」演出，而預定9月展開的巡迴演唱會「WANDS LIVE TOUR 2021 〜BURN THE SECRET＋〜」也全部中止。
同年9月6日發表已經康復。
2024年-5月31日以WANDS成員身分登上THE FIRST TAKE頻道，演唱<直到世界末日…(日語：世界が終るまでは…）>。

## 人物・軼事
- 曾參加許多音樂計畫，包含以關西為據點的獨立製作樂團[4]。
- 涉獵的音樂類型廣泛，從列舉過受其影響的賽門與葛芬柯、80年代的日本歌謠、重金屬到視覺系，甚至卡莉怪妞都是欣賞的對象。[16]。
- 年少時在哥哥的影響下，喜歡聽第1期到第3期的WANDS樂曲。在決定接下第三代主唱時，內心也經過一番掙扎[4]。

## 樂曲提供・參與錄音

### 灰原大介名義
| 藝人                                                  | 曲名                                   | 參與      | 収録CD                                  |
| ----------------------------------------------------- | -------------------------------------- | --------- | --------------------------------------- |
| d-project                                             | Get U're Dream                         | 編曲      | 專輯《d-project with ZARD》             |
| dps                                                   | 一発逆転                               | 作詞 和聲 | EP《Begins with Em》                    |
| dps                                                   | 絶体絶命のヒーロー                     | 作詞 和聲 | EP《Begins with Em》                    |
| KYOTO RIMPA ROCKERS                                   | It's not all                           | 主唱      | 專輯《琳派ROCK 日本に生まれてよかった》 |
| KYOTO RIMPA ROCKERS                                   | 陰陽おんみょうブルース                 | 主唱      | 專輯《琳派ROCK 日本に生まれてよかった》 |
| KYOTO RIMPA ROCKERS                                   | 琳派ロックフィーバー                   | 作曲 主唱 | 專輯《琳派ROCK 日本に生まれてよかった》 |
| KYOTO RIMPA ROCKERS                                   | 人は、何処へ行く。                     | 主唱      | 專輯《琳派ROCK 日本に生まれてよかった》 |
| KYOTO RIMPA ROCKERS                                   | ロックンロール馬鹿                     | 主唱      | 專輯《琳派ROCK 日本に生まれてよかった》 |
| KYOTO RIMPA ROCKERS                                   | La・La・La Love & Peace Part2          | 主唱      | 專輯《琳派ROCK 日本に生まれてよかった》 |
| KYOTO RIMPA ROCKERS                                   | 平安の都 京都 KYOTO RIMPA ROCKERS ver. | 主唱      | 專輯《琳派ROCK 日本に生まれてよかった》 |
| DAIGO                                                 | 世界中の誰よりきっと                   | 和聲      | 專輯《Deing》                           |
| DAIGO                                                 | もっと強く抱きしめたなら               | 和聲      | 專輯《Deing》                           |
| DAIGO                                                 | 突然                                   | 和聲      | 專輯《Deing》                           |
| DAIGO                                                 | 永遠                                   | 和聲      | 專輯《Deing》                           |
| DAIGO Guest Vocal 森友嵐士(T-BOLAN)                   | 離したくはない                         | 和聲      | 專輯《Deing》                           |
| DAIGO                                                 | 君が欲しくてたまらない                 | 和聲      | 專輯《Deing》                           |
| DAIGO Guest Vocal 大黒摩季                            | あなただけ見つめてる                   | 和聲      | 專輯《Deing》                           |
| DAIGO                                                 | 甘い Kiss Kiss                         | 和聲      | 專輯《Deing》                           |
| DAIGO Guest Vocal 池森秀一(DEEN)                      | このまま君だけを奪い去りたい           | 和聲      | 專輯《Deing》                           |
| DAIGO                                                 | Secret of my heart                     | 和聲      | 專輯《Deing》                           |
| 森友嵐士(T-BOLAN) , 大黒摩季 , 池森秀一(DEEN) & DAIGO | 果てしない夢を                         | 和聲      | 專輯《Deing》                           |
| SARD UNDERGROUND                                      | 君がいない                             | 和聲      | 專輯《ZARD Tribute》                    |
| SARD UNDERGROUND                                      | 愛は暗闇の中で                         | 和聲      | 專輯《ZARD Tribute》                    |
| SARD UNDERGROUND                                      | 揺れる想い                             | 和聲      | 專輯《ZARD Tribute》                    |
| SARD UNDERGROUND                                      | マイ フレンド                          | 和聲      | 專輯《ZARD Tribute》                    |
| SARD UNDERGROUND                                      | 突然                                   | 和聲      | 專輯《ZARD Tribute》                    |
| SARD UNDERGROUND                                      | 負けないで                             | 和聲      | 專輯《ZARD Tribute》                    |
| SARD UNDERGROUND                                      | 心を開いて                             | 和聲      | 專輯《ZARD Tribute》                    |
| SARD UNDERGROUND                                      | DAN DAN心魅かれてく                    | 和聲      | 專輯《ZARD Tribute》                    |
| SARD UNDERGROUND                                      | あの微笑みを忘れないで                 | 和聲      | 專輯《ZARD Tribute》                    |
| SARD UNDERGROUND                                      | きっと忘れない                         | 和聲      | 專輯《ZARD Tribute》                    |
| SARD UNDERGROUND                                      | Don’t you see!                         | 和聲      | 專輯《ZARD Tribute》                    |
| SARD UNDERGROUND                                      | 少女の頃に戻ったみたいに               | 和聲      | 專輯《ZARD Tribute》                    |
| SARD UNDERGROUND                                      | もう少し あと少し…                     | 和聲      | 專輯《ZARD Tribute》                    |
| SARD UNDERGROUND                                      | 永遠                                   | 和聲      | 專輯《ZARD Tribute》                    |
| 砂糖ココアとHinawa銃                                  | 知りたくなかった                       | 作曲      | 專輯《君の耳で聴いてもらえたら》        |

### 上原大史名義
| 藝人                                                                                     | 曲名               | 參與 | 收錄CD                   |
| ---------------------------------------------------------------------------------------- | ------------------ | ---- | ------------------------ |
| 大黑摩季 featuring 生澤佑一 , 德永曉人(doa) , 上原大史(WANDS) , Marty Friedman on Guitar | GET YOUR WAVE      | 和聲 | 專輯《PHOENIX》          |
| 松本孝弘(B'z) ,上原大史(WANDS) ,                                                         | 時の過ぎゆくままに | 主唱 | 專輯《THE HIT PARADE Ⅱ》 |

### 典故
1. ↑  . wands-official.jp.   [2024-05-31]. （原始内容存档于2023-12-05） （日语）.
2. ↑  . 読売新聞オンライン (読売新聞社). 2020-11-06  [2024-05-31]. （原始内容存档于2021-04-28） （日语）.
3. ↑  . 2023-08-30  [2024-05-31]. （原始内容存档于2023-11-09） （日语）.
4. 1 2 3 4  . BARKS. 2019.11.18  [2024-05-31]. （原始内容存档于2022-11-19） （日语）.
5. ↑  . ORICON NEWS. oricon ME.   [2024-05-31]. （原始内容存档于2024-03-11） （日语）.
6. ↑   . DAIGO Beingカバーアルバム「Deing」特設サイト.   [2024-05-31]. （原始内容存档于2023-09-27） （日语）.
7. ↑  GIZA,Inc. . www.giza.co.jp.   [2024-05-31]. （原始内容存档于2023-12-07） （日语）.
8. ↑  . d-go-osaka.jp.   [2024-05-31]. （原始内容存档于2023-12-08） （日语）.
9. ↑  . www.giza.co.jp.   [2024-05-31]. （原始内容存档于2022-11-27） （日语）.
10. ↑  森朋之.  . Real Sound｜リアルサウンド. 2020-01-29  [2024-06-17] （日语）.
11. ↑  . TOWER RECORDS ONLINE. タワーレコード. 2019-11-14  [2024-05-31]. （原始内容存档于2023-04-06） （日语）.
12. 1 2  . 日刊スポーツ (日刊スポーツ新聞社). 2021-08-25  [2024-05-31]. （原始内容存档于2023-06-03） （日语）.
13. ↑  . 2021-08-26  [2024-05-31]. （原始内容存档于2022-02-01） （日语）.
14. ↑  . 日刊スポーツ (日刊スポーツ新聞社). 2021-09-06  [2024-05-31]. （原始内容存档于2024-01-17） （日语）.
15. ↑  . 2024-05-31  [2024-05-31]. （原始内容存档于2024-06-01）.
16. ↑  . ラジトピ ラジオ関西トピックス. ラジオ関西. 2020-05-20  [2024-05-31]. （原始内容存档于2023-04-06） （日语）.

## 外部連結
- 上原 大史的Instagram帳戶